# نيلسون أبيخون
نيلسون خافيير أبيخون بيسي (بالإسبانية: Nelson Javier Abeijón Pessi)‏ (مواليد 21 يوليو 1973 في مونتيفيديو) لاعب كرة قدم أوروغواياني دولي معتزل كان يجيد اللعب في خط الوسط .

## روابط خارجية
- نيلسون أبيخون على موقع الاتحاد الدولي (مؤرشف)  (الإنجليزية)
- نيلسون أبيخون على موقع قاعدة بيانات كرة القدم.إي يو (الإنجليزية)
- نيلسون أبيخون على موقع ناشيونال فوتبول تيمز (الإنجليزية)
- نيلسون أبيخون على موقع Soccerway.com (الإنجليزية)
- نيلسون أبيخون على موقع عالم كرة القدم.نت (الإنجليزية)